# Oude Kerk (Rijswijk)
De Oude Kerk is een Protestantse kerk aan de Herenstraat in de Nederlandse gemeente Rijswijk (provincie Zuid-Holland). De huidige kerk werd in de 15e eeuw gebouwd en is een van de oudste gebouwen in Rijswijk. Bijzonder is dat bij deze verbouwing om de toren heen werd gebouwd, zodat deze nu in de kerkruimte staat.
Herman van der Kloot Meijburg restaureerde het schip, koor, kapellen en het stuk om de toren in 1919/20. 

## Geschiedenis
Rijswijk is ontstaan op de oudste strandwal van Holland, die zo'n 3500 jaar geleden ontstond. De Oude Kerk is gebouwd op een oud duin en is het hoogste punt van de omgeving. De huidige kerk heeft een voorganger gehad die aan het einde van de 12e eeuw of het begin van de 13e eeuw is gebouwd. Oudere sporen zijn niet gevonden, wel enkele grafstenen uit het begin van de 13e eeuw. De toren werd rond 1300 gebouwd. De huidige 'grote kapel' is in 1469 als familiekapel aangelegd door Jan Ruychrock van der Werve, schatbewaarder van Jacoba van Beieren en later raadsheer aan het hof van Filips van Bourgondië. Het koor dateert van eind vijftiende eeuw.  Ook het leprozenluikje, waardoor lepralijders van buiten toch iets van de mis konden meemaken, dateert uit de middeleeuwen. Door het luik kon andersom kaarslicht uit de kerk op het kerkhof vallen, het dodenlicht. Bij de bouw van het schip tussen ca. 1470 en 1525 werd het nodig de toren te verhogen. Het sacramentshuis dateert van ca. 1514 en de sacristie van ca. 1524. Het ontwerp van de zuidgang is van 1700.
Tijdens de Beeldenstorm in 1566 werd de kerk met rust gelaten. 
In 1617 zochten de verdreven contraremonstranten uit Den Haag onder leiding van de afgezette predikant ds. Henricus Roseus hun toevlucht in Rijswijk, de zgn. 'Rijswijckloopers'. In de Rijswijkse kerk werd de rebellerende Haagse kerkenraad opgericht, die na de Synode van Dordrecht legaal zou worden. Nadien werd het gebouw verfraaid met meubelstukken, zoals de kansel uit 1620, gemaakt door de plaatselijke timmerman Seger Hermansz. Kistemaecker. Verder vindt men er een koorhek (1668) van Wijnant Heemskerck, en een herenbank |(1682) van Pieter Pietersz. van der Steen en Steven de Swart.
De twee klokken van Mammes en Claude Fremy zijn net als de huidige torenspits in 1681 vervaardigd. Op de grootste staat de spreuk:
Door mijnen clanck
zij aan Godt danck.
Ick wijs met vlijt
Rijswijck den tijdt.
Het orgel werd in 1786 gebouwd door Joachim Reichner en betaald uit een legaat van Cornelia Schellinger, weduwe van raadpensionaris Pieter Steyn. Een andere voorname schenkster was Amalia van Solms met het avondmaalszilver. Reichner ligt begraven vlak onder het orgel.
Achter de kerk ligt een begraafplaats met onder andere het graf van de familie Onderwater (stichters van het verzorgingstehuis Onderwatershof) en de dichter Hendrik Tollens.

## Galerij

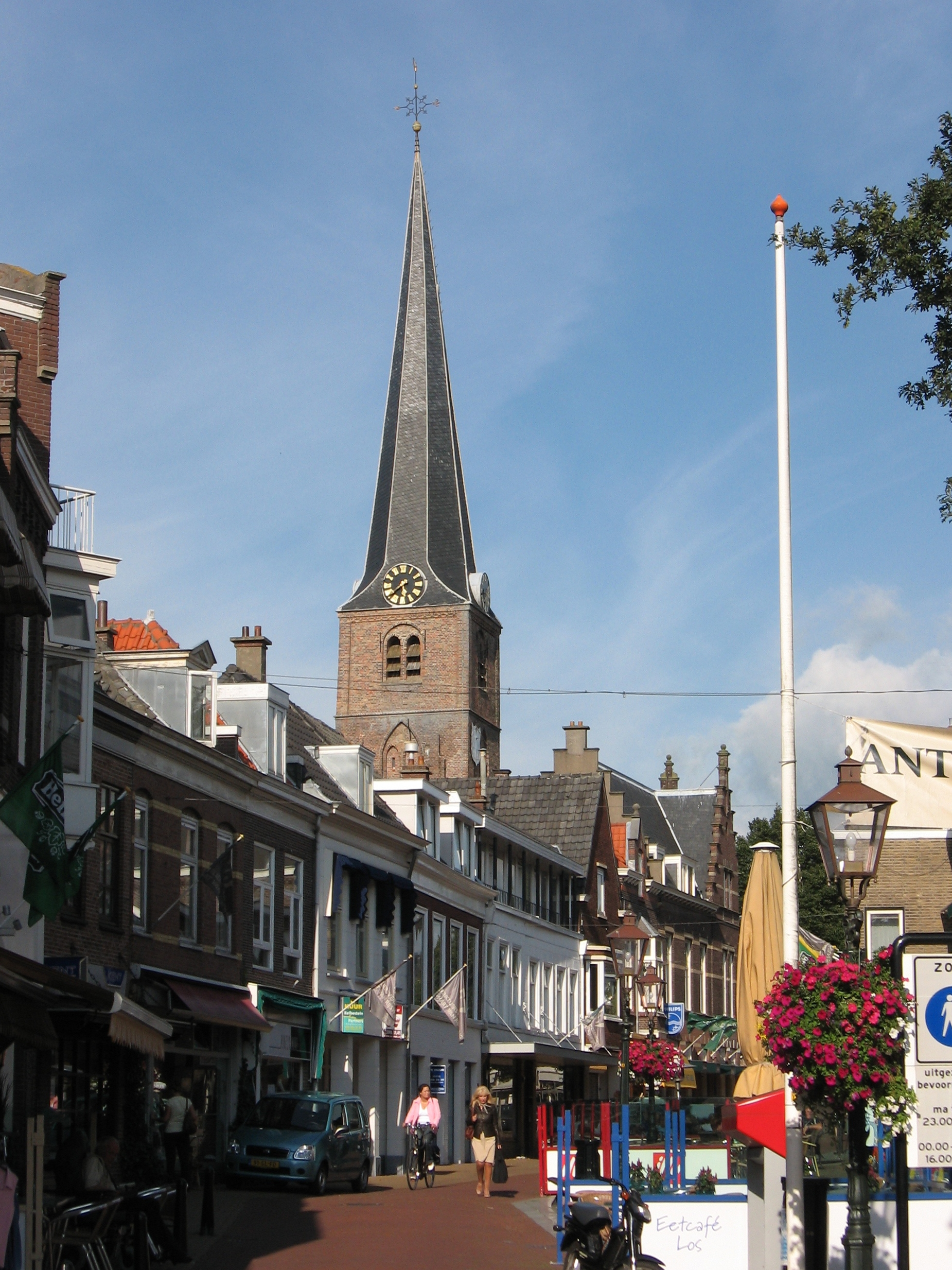
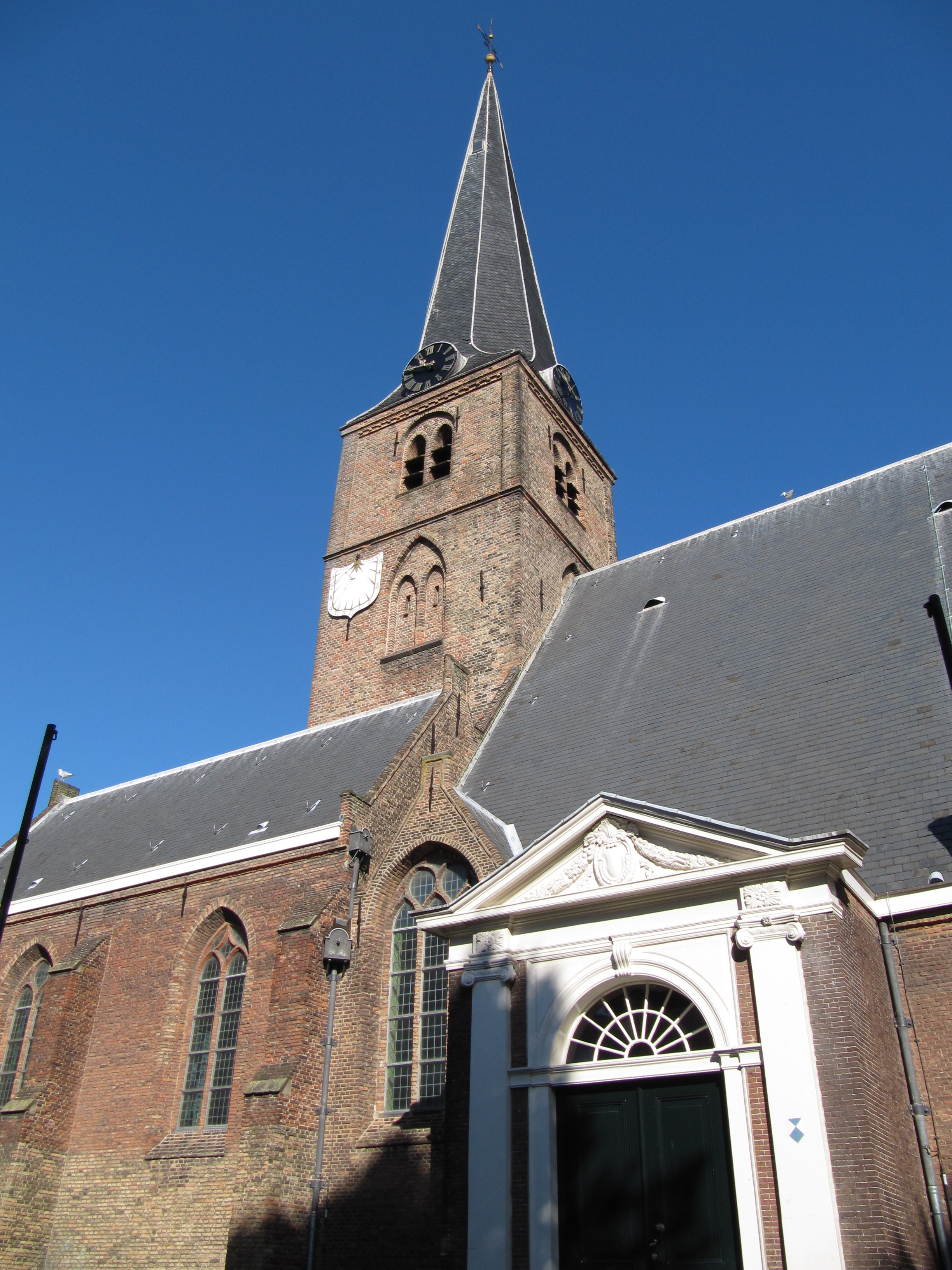
Kerktoren en ingang aan de Herenstraat
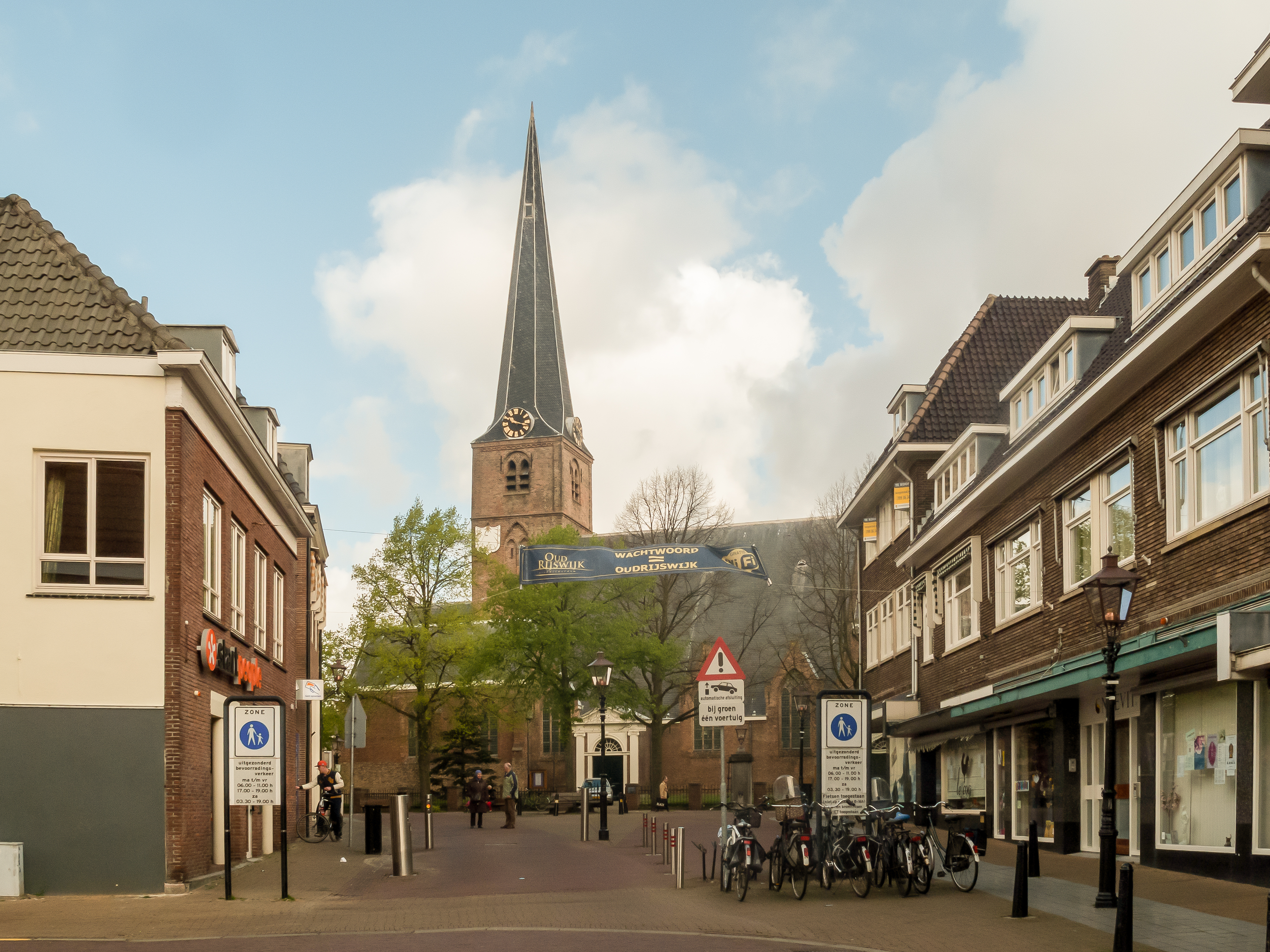
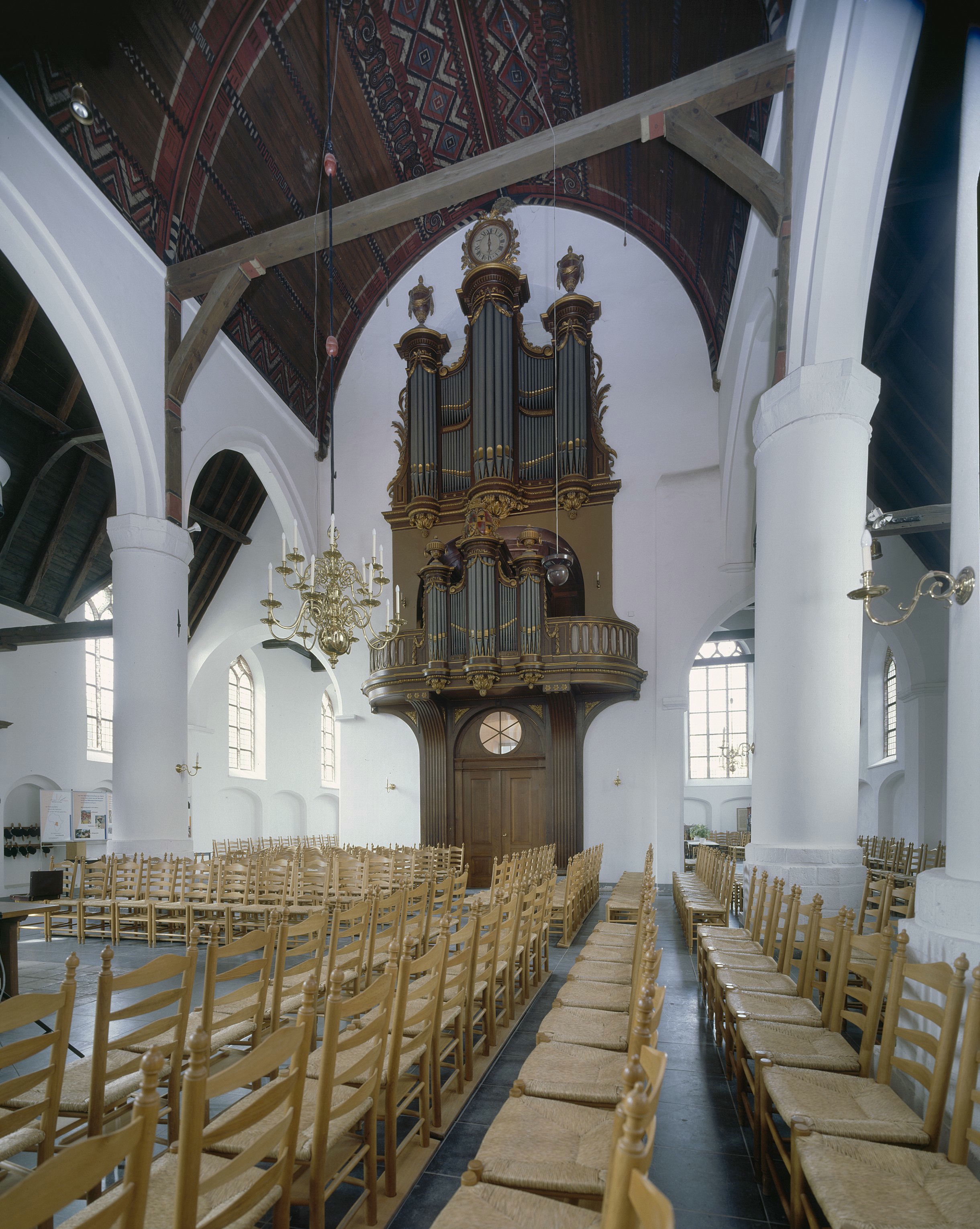
Reichnerorgel
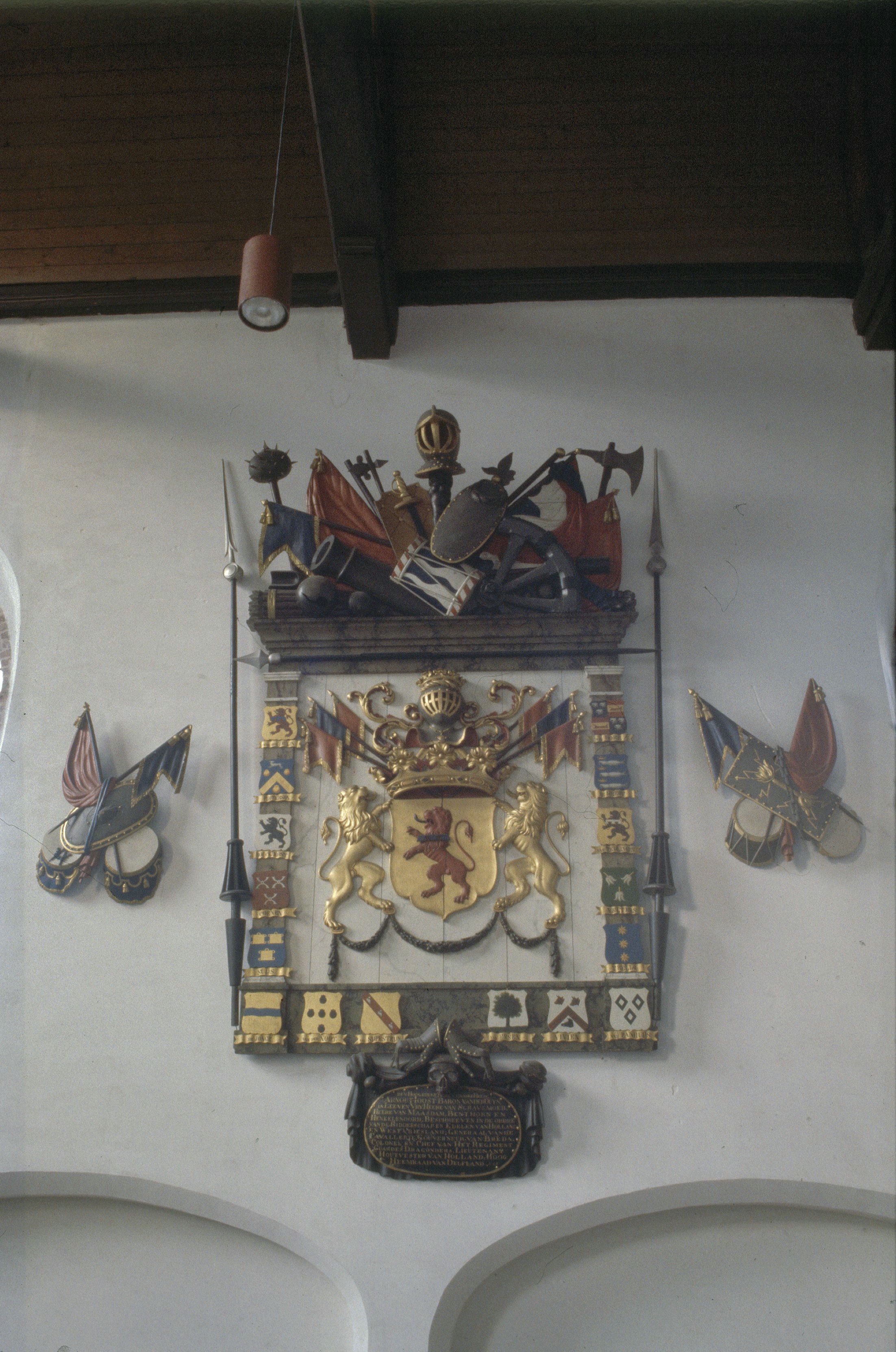
Wapenbord
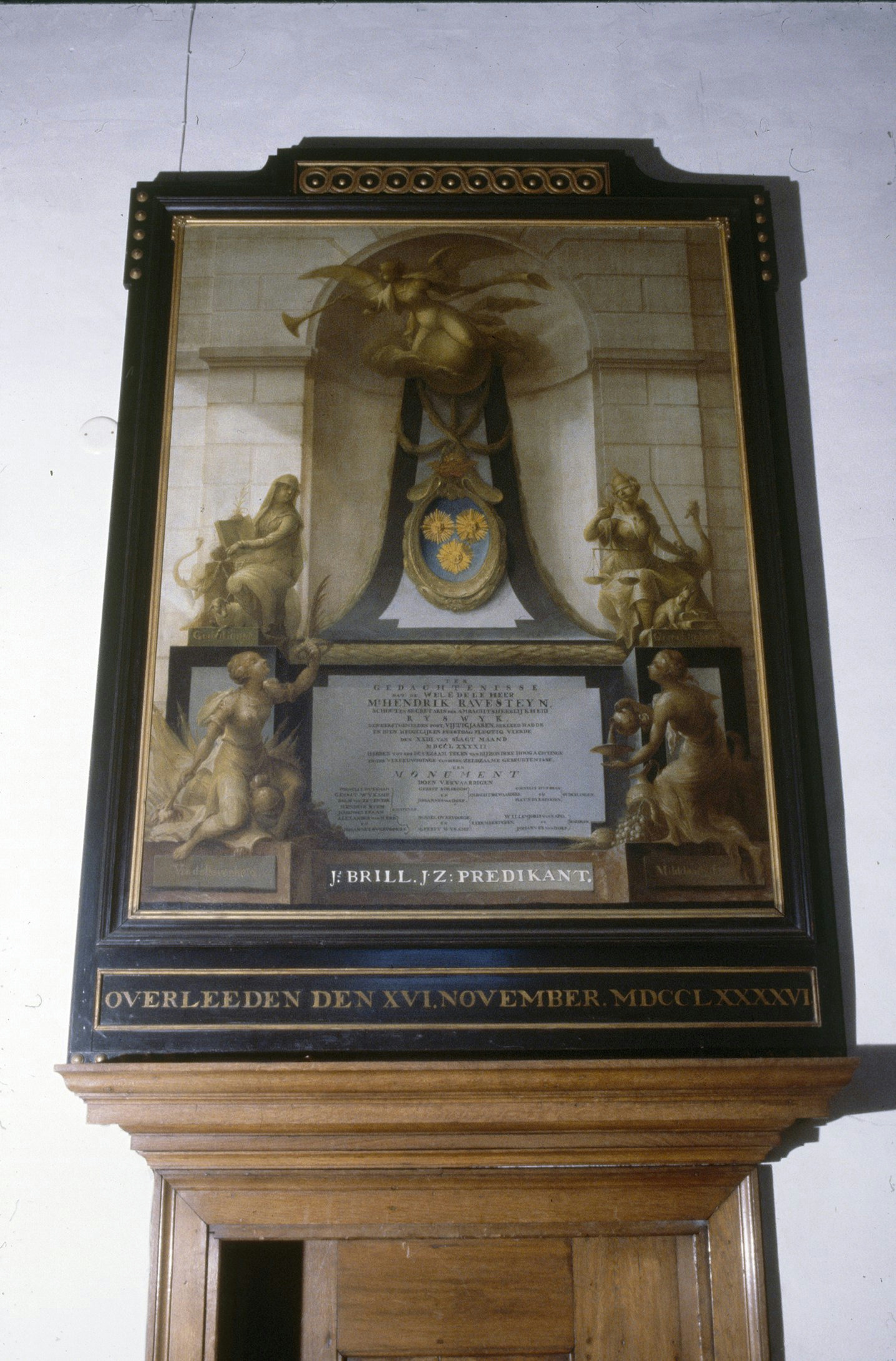
Rouwbord van Hendrik Ravesteyn